# Вторжение моря
«Вторжение моря» (фр. L'Invasion de la mer) — роман Жюля Верна из цикла «Необыкновенные путешествия». Завершён в 1904 году.

## Публикация
Жан Жюль-Верн также приводит другое, раннее название романа: «Сахарское море». Описанный автором инженерный проект Сахарского моря в действительности существовал в XIX веке.
Первая корректура романа была направлена издателю Этцелю 12 апреля 1904 года, однако современные исследователи полагают, что Верн приступил к работе над книгой в январе 1902 года. Автор неоднократно выражал пожелание, чтобы книга вышла при его жизни.
Роман был впервые опубликован в журнале Этцеля «Magasin d’Éducation et de Récréation» (Журнал воспитания и развлечения), публикация длилась с 1 января по 1 августа 1905 года; завершилась она уже после смерти Жюля Верна, наступившей 24 марта.
Первое книжное издание вышло в свет 15 ноября 1905 года с иллюстрациями Леона Бенета (28 рисунков, некоторые из них — цветные) в составе 41-го «сдвоенного» тома «Необыкновенных путешествий», куда был включён также роман «Маяк на краю света».

## Сюжет
В Северной Африке, согласно плану французских властей, готовится проект по созданию в Сахаре искусственного моря (точнее, по обводнению шоттов Мельгира и Джерида через канал со Средиземным морем). Уже роют канал и отправляют экспедиции вглубь пустыни для изучения рельефа, но шайки диких туземцев, недовольных этим проектом, делают всё, чтобы он не осуществился.
Роман начинается с подготовки побега из тюрьмы Хаджара — руководителя туарегов, который был арестован незадолго до описываемых событий французскими колониальными войсками как лидер опасной банды разбойников, совершившей множество нападений. Благодаря помощи друзей заключённого, его брата Сохара и матери Джеммы побег проходит успешно. Снова возглавив банду, Хаджар захватывает в плен главных героев романа — инженера Шаллера, капитана Ардигана и их спутников. Туареги пытаются помешать работам по созданию моря. Героям удаётся бежать из плена. Происходит землетрясение, которое приводит к прорыву воды на территорию Сахары и к созданию моря. Хаджар и его банда гибнут в пучине нового моря, а Шаллера, Ардигана и команду спасают их товарищи.

### Смысл финала
Как указывает Жан Жюль-Верн, «произведение заканчивается уроком смирения, перекликающимся с печальным концом того самого Робура, который хвастливо именовал себя властелином мира, а погиб от удара молнии во время грозы». Возможно, в романе получил отражение панамский скандал.